# Etiäinen
En el folklore finés un Etiäinen es un espíritu convocado por un chamán u otra persona en gran peligro. Aparecerá donde el chamán lo desee o encontrará a la persona con la cual el convocador tenga el lazo afectivo más fuerte. Generalmente será capaz de dar un mensaje, pero rara vez con gran detalle. 
Una posible explicación moderna del fenómeno es que sería el resultado de alucinaciones por migrañas.
Etiäinen también significa una visión o un sueño precognitivo: alguien puede, por ejemplo, ver o escuchar un miembro de la familia o un invitado próximo, antes de que la persona realmente llegue. El Etiäinen siempre lleva a cabo lo mismo que hará la persona cuando ésta venga. Una explicación de esto es que cuando uno está esperando a alguien, la imaginación puede convertir los sonidos de, por ejemplo un gato o el viento que se siente, como si alguien llegara, y una vez que la persona llega, los recuerdos de la Etiäinen son fácilmente convertidos para corresponder o convertirse en sonidos que realmente se hacen. Si nadie viene, la "posible etiäinen" se olvida.

## Música
Etiäinen es también el nombre de un tema del grupo finlandés Nightwish, perteneciente a su álbum Angels Fall First editado en el año 1997. Forma la parte 4ª de la cuatrilogía "Lappi (Lapland)", en la que se habla de la cultura lapona.